# Ulica Prosta w Zamościu
Ulica Prosta – zamojska ulica jednojezdniowa, która jest drogą lokalną i łączy się z główną arterią - dwujezdniową ul. S. Wyszyńskiego.

## Historia
Ulica ta powstała w 1933 roku i początkowo łączyła się z ówczesną ul. Długą. W 1980 roku została oddana do użytku dwujezdniowa ul. S. Wyszyńskiego (w miejscu ul. Długiej), a połączenie jej z ul. Prostą było nietypowym skrzyżowaniem (do ul. Prostej wpadała ul. Infułacka tuż przed połączeniem z dwujezdniówką) - obecnie jest tu rondo 100-lecia Odzyskania Niepodległości.

### Nazwa
Ulica ta otrzymała nazwę po jej wybudowaniu, która obowiązuje do dziś.

## Obecnie
Obecnie ulica ta ma charakter drogi lokalnej, która dawniej stanowiła dojazd do byłego zakładu odzieżowego "Delia" (w czasach jego świetności). Po wschodniej stronie ulicy znajdują się domy jednorodzinne, natomiast po zachodniej (w klinie między nią a ul. S. Wyszyńskiego i Kauflandem) blok mieszkalny, dawny biurowiec zakładu "Delia" oraz wspomniany Kaufland. Przy skrzyżowaniu z ul. Bohaterów Monte Cassino stoi pomnik "Żydom Zamościa" (lapidarium) w miejscu, gdzie do czasu II wojny światowej znajdował się "nowy" cmentarz żydowski (dalej na północ od pomnika).